# 津內博托縣

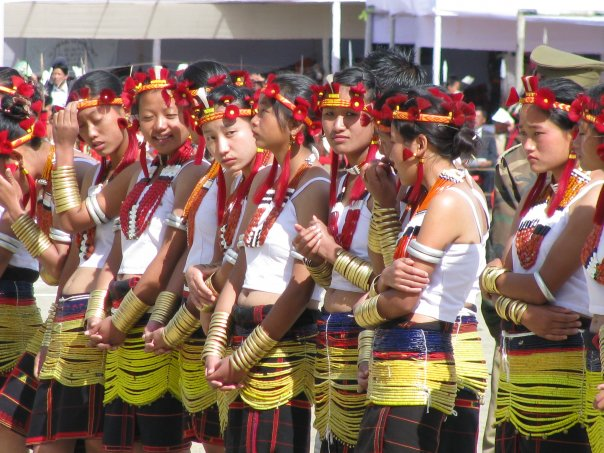

津內博托縣是印度的一個縣，位於該國東北部，由那加蘭邦負責管轄，面積1,225平方公里，識字率為86.26%，2011年人口141,014，人口密度每平方公里115人。

## 外部連結
- Official site （页面存档备份，存于）
- [永久] List of places Zunheboto